# Midnight Hawks
Die Midnight Hawks (dt. übersetzt: Mitternachtshabichte) sind die Kunstflugstaffel der Luftstreitkräfte Finnlands.

## Geschichte
Bereits vor dem Zweiten Weltkrieg zeigte die finnische Luftwaffenakademie mit ihren Gloster Gamecocks und anderen Flugzeugen in Kauhava am Mittsommerfest eine Airshow.
Der Verband wurde 1997 gegründet und hat seine Heimatbasis in Kauhava. Geflogen werden vier Schulflugzeuge vom Typ BAE Hawk.